# Álvaro Negredo
Álvaro Negredo Sánchez (Madrid, 20 de agosto de 1985) é um futebolista espanhol que atua como atacante. Atualmente está sem clube.

## Clubes
Começou a carreira no Rayo Vallecano em 2004, passando na sequência por Real Madrid Castilla (o Real Madrid B) e Almería. Em 2009, foi contratado pelo Sevilla, onde jogou por quatro temporadas.
Foi emprestado ao Middlesbrough para a temporada 2016–17.

## Seleção nacional
Estreou pela Seleção Espanhola principal em 10 de outubro de 2009 contra a Armênia em partida válida pelas Eliminatórias da Copa do Mundo FIFA de 2010.

## Títulos
Real Madrid Castilla
- Campeonato Espanhol - Terceira Divisão: 2004-05

Sevilla
- Liga Europa da UEFA: 2013-14
- Copa do Rei: 2009-10

Manchester City
- Campeonato Inglês: 2013-14
- Copa da Liga Inglesa: 2013-14, 2015-16
- Troféu Premier League Ásia: 2013

Cádiz
- Troféu Ramón de Carranza: 2021

Seleção Espanhola
- Copa do Mundo FIFA: 2010
- Campeonato Europeu de Futebol: 2012

### Individuais
- Troféu Zarra: 2010-11, 2012-13